# Święta Olimpia
Święta Olimpia, cs. Swiataja diokonissa Olimpiada (ur. ok. 366, zm. 25 lipca 408 w Nikomedii) – mniszka, diakonisa, święta Kościoła katolickiego i prawosławnego.

## Żywot świętej
Wywodziła się z arystokracji bizantyjskiej. Była córką senatora Secundusa (Selencusa). Wychowała się pod opieką Teodozji, siostry biskupa Ikonium, Amfilochiusza. Była żoną prefekta Konstantynopola, Nebrydiusza.
Po śmierci męża poświęciła się życiu duchownemu. Przekazała znaczną część swojego majątku na cele dobroczynne. Założyła wspólnotę monastyczną przy soborze Hagia Sophia i zaczęła pogłębiać wiedzę w zakresie teologii. Za udział w sfinansowaniu wielu przedsięwzięć i fundacji kościelnych patriarcha Nektariusz podniósł ją do godności diakonisy.
Była opiekunką ubogich i chorych. W latach 397-404 wspierała ruch walczący ze zeświecczeniem kleru bizantyjskiego i opowiadający się za przywróceniem dyscypliny kościelnej w patriarchacie konstantynopolitańskim.
W 403 roku opowiedziała się po stronie patriarchy Konstantynopola Jana Złotoustego, który popadł w spór z cesarzową Eudoksją i biskupami przeciwnymi reformie kościelnej.
Za sprzeciwienie się decyzjom Synodu pod Dębem, który zdjął z urzędu patriarchę Jana Chryzostoma, Olimpia została skazana na wygnanie. Opuściła Konstantynopol i osiadła w Nikomedii, gdzie zmarła.

## Kult
W ikonografii święta Olimpia ubrana jest w ciemne szaty mnisze, w lewej dłoni trzyma krzyż. Wspomnienie liturgiczne w Kościele rzymskokatolickim obchodzone jest 25 lipca według kalendarza gregoriańskiego, w Cerkwi prawosławnej – 25 lipca według kalendarza juliańskiego.